# Burnett County
Das Burnett County ist ein County im US-amerikanischen Bundesstaat Wisconsin. Im Jahr 2010 hatte das County 16.526 Einwohner und eine Bevölkerungsdichte von 7,8 Einwohnern pro Quadratkilometer. Der Verwaltungssitz (County Seat) befindet sich nördlich von Siren in der Town of Meenon.

## Geografie
Das County liegt im Nordwesten Wisconsins, am linken Ufer des St. Croix River, der die Grenze zu Minnesota bildet. Es hat eine Fläche von 2280 Quadratkilometern, wovon 152 Quadratkilometer Wasserfläche sind. An das Burnett County grenzen folgende Nachbarcountys: 
|                            |             | Douglas County  |
| Pine County (Minnesota)    |             | Washburn County |
| Chisago County (Minnesota) | Polk County | Barron County   |

## Geschichte
Burnett County wurde 1856 aus Teilen des Polk County gebildet. Benannt wurde es nach Thomas P. Burnett (1800–1846), einem Abgeordneten im Repräsentantenhaus des Wisconsin-Territoriums. 

## Bevölkerung
Nach der Volkszählung im Jahr 2010 lebten im Burnett County 15.457 Menschen in 7372 Haushalten. Die Bevölkerungsdichte betrug 7,3 Einwohner pro Quadratkilometer. In den 7372 Haushalten lebten statistisch je 2,09 Personen. 
Ethnisch betrachtet setzte sich die Bevölkerung zusammen aus 91,8 Prozent Weißen, 0,6 Prozent Afroamerikanern, 4,8 Prozent amerikanischen Ureinwohnern, 0,4 Prozent Asiaten sowie aus anderen ethnischen Gruppen; 2,5 Prozent stammten von zwei oder mehr Ethnien ab. Unabhängig von der ethnischen Zugehörigkeit waren 1,5 Prozent der Bevölkerung spanischer oder lateinamerikanischer Abstammung.
19,1 Prozent der Bevölkerung waren unter 18 Jahre alt, 53,2 Prozent waren zwischen 18 und 64 und 27,7 Prozent waren 65 Jahre oder älter. 49,3 Prozent der Bevölkerung war weiblich.

Das jährliche Durchschnittseinkommen eines Haushalts lag bei 40.686 USD. Das Pro-Kopf-Einkommen betrug 22.872 USD. 17,8 Prozent der Einwohner lebten unterhalb der Armutsgrenze.

## Ortschaften im Burnett County
Villages
- Grantsburg
- Siren
- Webster

Census-designated place (CDP)
- Danbury

Andere Unincorporated Communities
| - Alpha - Bashaw - Benson - Branstad - Coomer | - Falun - Four Corners - Gaslyn - Hertel - Lind | - Oakland - Randall - Riverside - Timberland - Trade Lake | - Trade River - Webb Lake - Woodland Corner - Yellow Lake |

## Gliederung
Das Burnett County ist neben den drei Villages in 21 Towns eingeteilt:
| Town                | Einwohner (2010) | FIPS     |
| ------------------- | ---------------- | -------- |
| Town of Anderson    | 398              | 55-01900 |
| Town of Blaine      | 197              | 55-08025 |
| Town of Daniels     | 649              | 55-18750 |
| Town of Dewey       | 516              | 55-19925 |
| Town of Grantsburg  | 1136             | 55-30475 |
| Town of Jackson     | 773              | 55-37650 |
| Town of La Follette | 536              | 55-40975 |
| Town of Lincoln     | 309              | 55-44325 |
| Town of Meenon      | 1163             | 55-50650 |
| Town of Oakland     | 827              | 55-59075 |
| Town of Roosevelt   | 199              | 55-69325 |

| Town                   | Einwohner (2010) | FIPS     |
| ---------------------- | ---------------- | -------- |
| Town of Rusk           | 409              | 55-70225 |
| Town of Sand Lake      | 531              | 55-71450 |
| Town of Scott          | 494              | 55-72225 |
| Town of Siren          | 936              | 55-74200 |
| Town of Swiss          | 790              | 55-78775 |
| Town of Trade Lake     | 823              | 55-80375 |
| Town of Union          | 340              | 55-81500 |
| Town of Webb Lake      | 311              | 55-84975 |
| Town of West Marshland | 367              | 55-85850 |
| Town of Wood River     | 953              | 55-88900 |

| Anderson Grants- burg West Marshland Union Swiss Blaine Webb Lake Scott Rusk Dewey Roose- velt La Follette Siren Daniels Trade Lake Wood River Lincoln Meenon Sand Lake Jackson Oak- land |